# Johann Gottfried Gutensohn

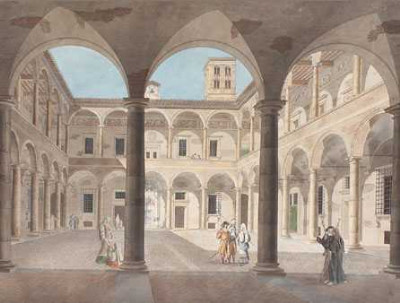
Johann Gottfried Gutensohn: „Ansicht des Hofes von Santo Spirito in Rom“, Aquarell von 1821

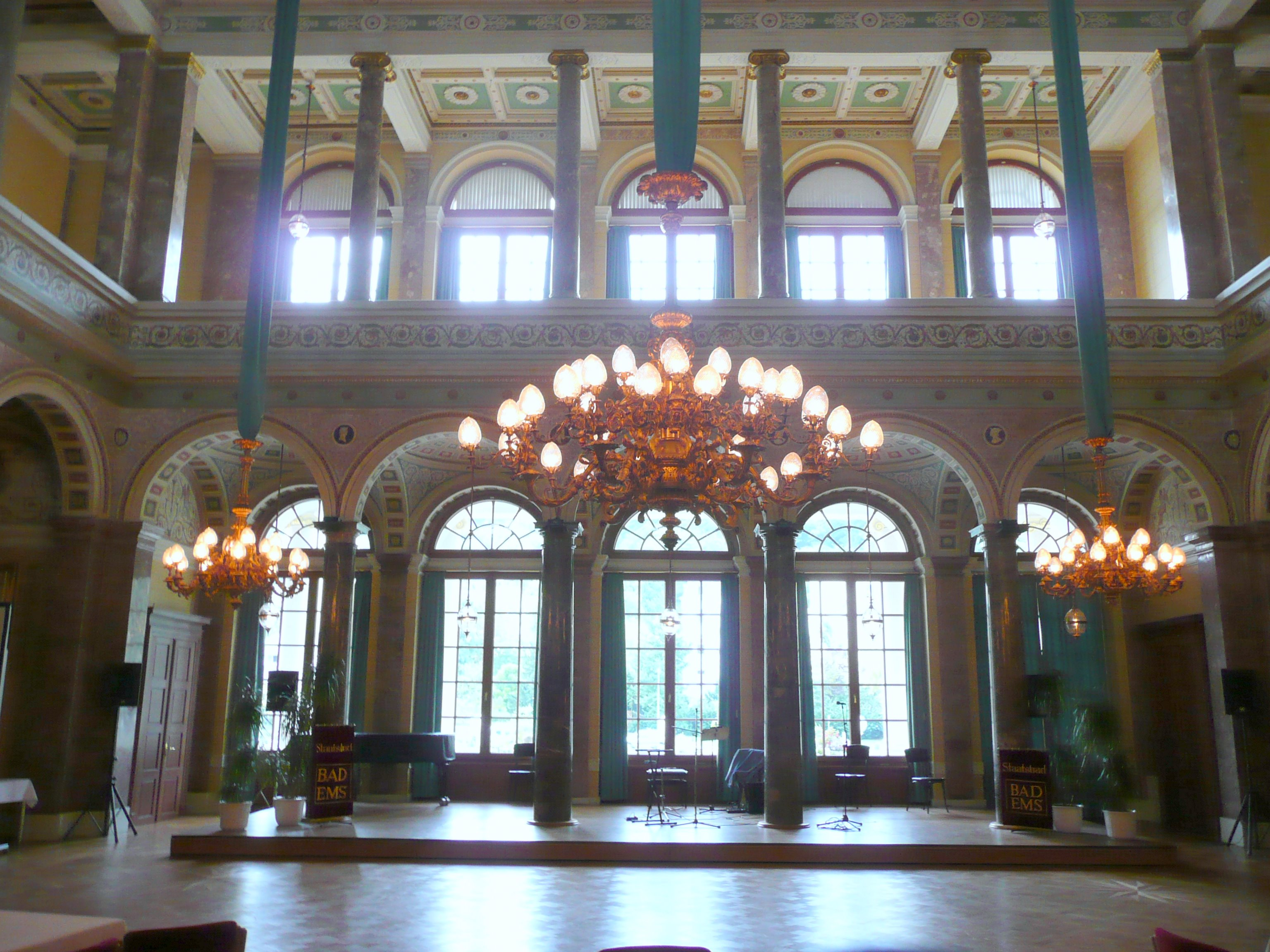
Marmorsaal im Emser Kursaal

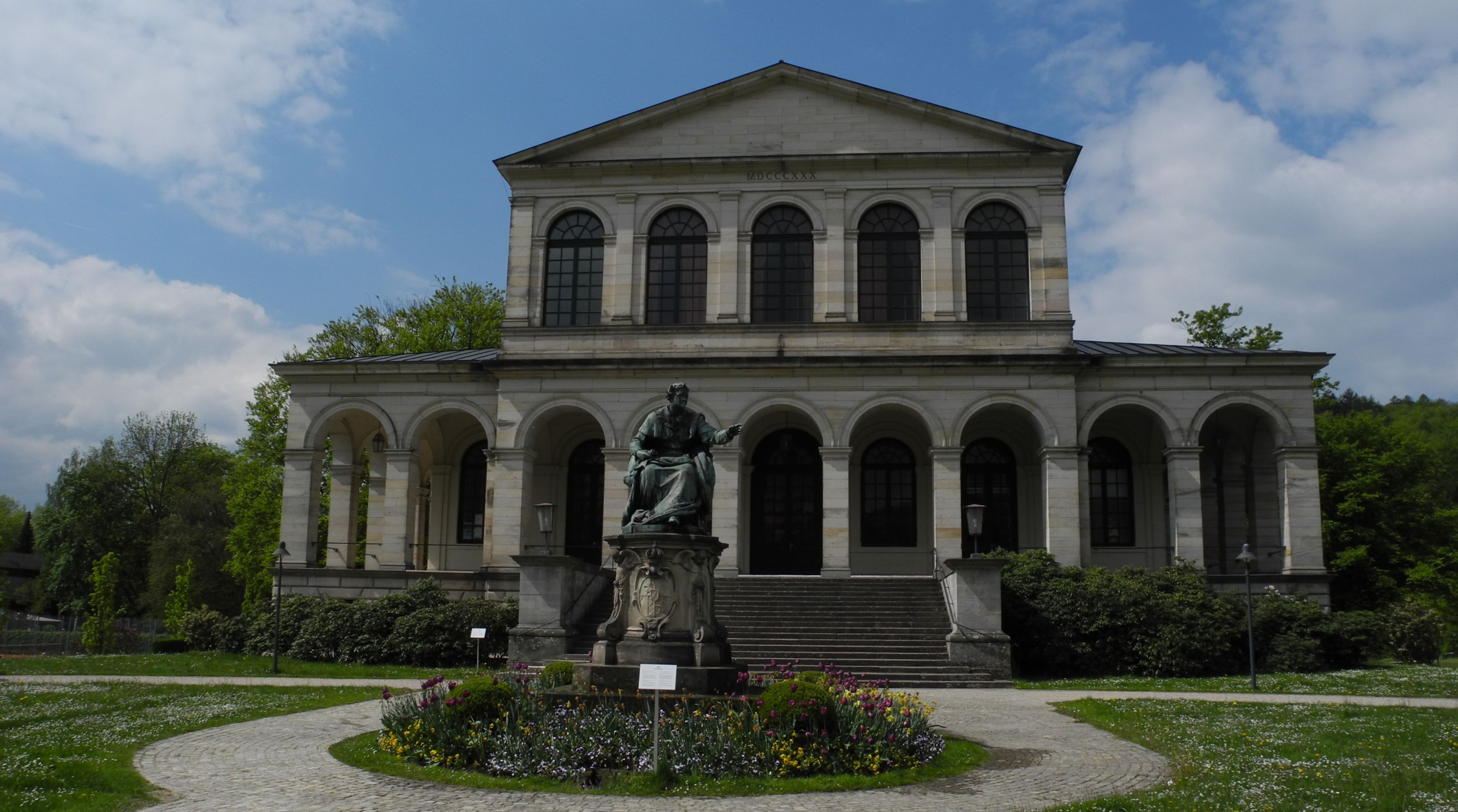
Kursaal in Bad Brückenau

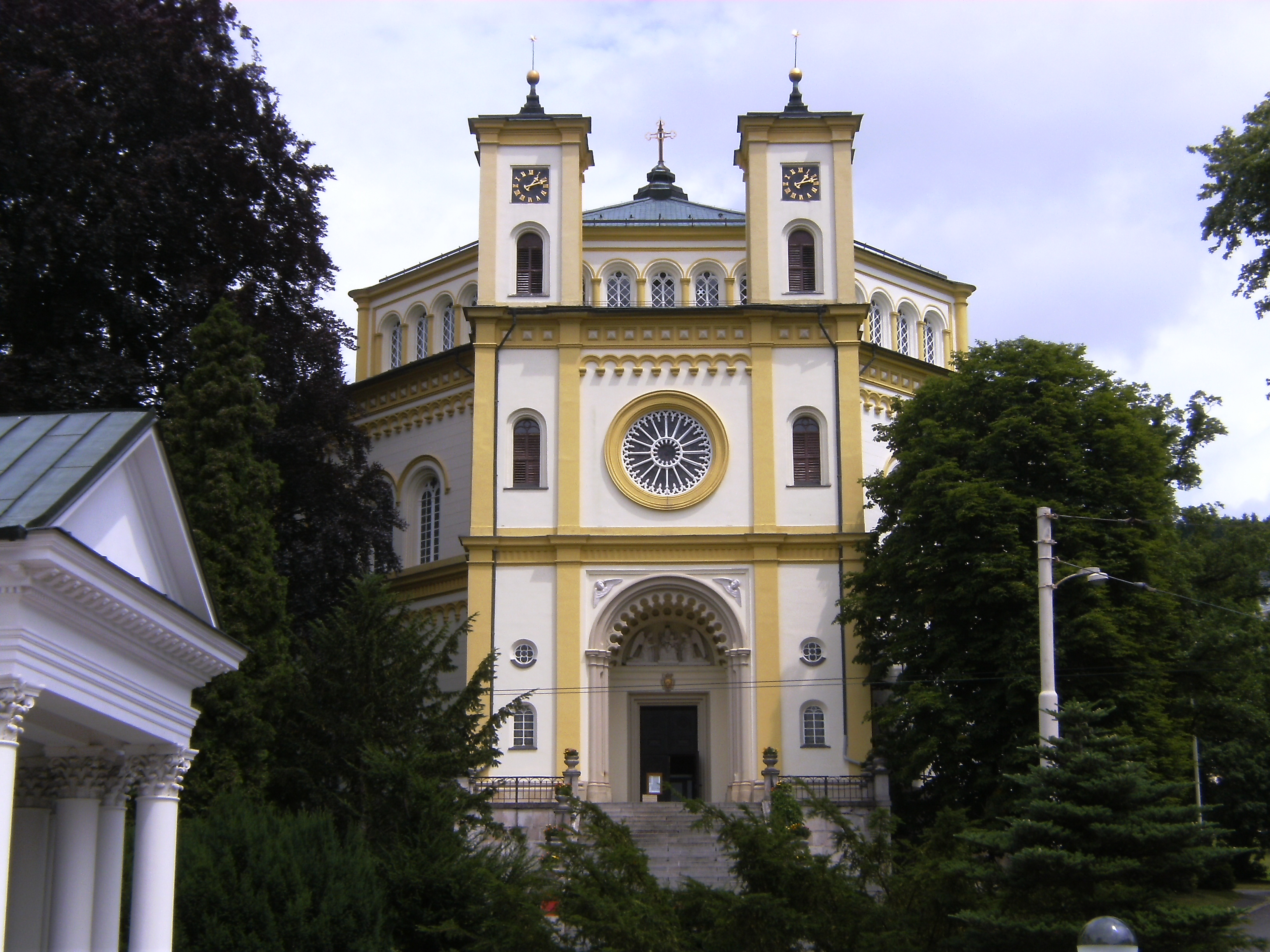
Die Marienbader Kirche von 1848

Johann Gottfried Gutensohn (getauft am 24. Juni 1792 in Dürrenroth bei Bern; † 19. April 1851 in München) war ein deutscher Architekt des Historismus.

## Leben und Wirken
Gutensohn wuchs in ärmlichen Verhältnissen auf. Die Gutensohns stammten ursprünglich aus Lindau, wohin die mehrköpfige Familie nach dem Tod des Vaters aus der Schweiz zurückkehrte und auf Kosten der Gemeinde notdürftig unterhalten wurde. Ob er eine ausreichende Schulbildung bekommen hat, lässt sich nicht nachweisen.
Als Architekt wurde er an der Kunstakademie in München ausgebildet. Er arbeitete zunächst als Gehilfe bei Leo von Klenze, der ihm ein königliches Stipendium für einen Romaufenthalt vermittelte. Gutensohn lebte von 1819 bis 1823 in Rom, wo er sich unter anderem mit dem Abzeichnen von Antiken beschäftigte. Ab 1822 gab er zusammen mit Johann Michael Knapp die Ergebnisse dieser Arbeit als Buch heraus. Die Radierungen stellte er in einer Kunstausstellung deutscher Künstler in Rom aus, an der u. a. auch der Maler Friedrich Overbeck und der Bildhauer Johannes Leeb beteiligt waren.
1822 erhielt er eine feste Stelle in der königlich bayerischen Bauverwaltung als Hofbauconducteur. Immer noch in Rom entwarf er 1827 zusammen mit Joseph Thürmer Pläne für den Kursaal in Bad Brückenau, ein von König Ludwig I. bevorzugter Kurort. 1827 kehrte er nach München zurück. 1832 begleitete er König Otto nach Griechenland in der Hoffnung auf das Amt des Hofarchitekten, die sich jedoch nicht erfüllte, so dass er 1834 nach München zurückkehrte. Auch Hoffnungen auf Bauaufträge im Zuge des Ausbaus der Münchener Residenz zerschlugen sich, der König bevorzugte die Architekten Leo von Klenze und Friedrich von Gärtner.
Im gleichen Jahr schickte ihn Ludwig als Zivilbauingenieur nach Würzburg an die Regierung von Unterfranken und Aschaffenburg, eine Stellung, die er nur widerwillig antrat und der er immer wieder zu entkommen suchte. 1835 erhielt er den Auftrag zum Bau des Kursaals in Bad Ems, der 1839 vollendet wurde. Das von Gutensohn für Bad Brückenau und Bad Ems entwickelte innovative Konzept einer an Renaissancepalästen und -villen Roms orientierten Kursaalarchitektur galt als vorbildlich für die Kurarchitektur des Historismus.
Im Rahmen einer damals genehmigungsfähigen Nebentätigkeit konnte er als Regierungsbeamter in Bad Kissingen drei noch heute stehende Kurhäuser planen und bauen, das sog. Westendhaus von Dr. Welsch und die Kurhäuser von Boxberger und von Dr. Balling.
Von 1842 bis 1844 hielt er sich als Lehrer an der Akademie in Prag auf. 1843 erhielt er den Auftrag zum Bau einer Kirche in Marienbad, die 1848 vollendet wurde. Wegen ständiger Querelen mit seinen Vorgesetzten und wegen seiner Krankheit wurde er 1844 in den Ruhestand versetzt. Gutensohn ist am 19. April 1851 in München gestorben. Er wurde auf dem Münchner Südfriedhof bestattet; sein Grab ist nicht erhalten.

## Zeichnungen und Stiche
Handkolorierte Stiche nach seinen Zeichnungen römischer Wandmalereien befinden sich u. a. in der Sammlung der Royal Academy in London.

## Bauten
- Erweiterungsbau für die fürstbischöfliche Sommerresidenz in Bad Brückenau (Fürstenhof), 1827–1828
- Kursaal, Bad Brückenau, 1827–1833
- Badehaus im Park von Schloss Weißenstein, 1832
- Kursaal Bad Ems, 1835–1839
- Haus Boxberger in Bad Kissingen, Untere Marktstraße 12, 1836–1838
- Katholische Pfarrkirche St. Nikolaus in Eisingen, 1836/38
- Haus Welsch (Westendhaus) in Bad Kissingen, Bismarckstraße 24, um 1840
- Haus Balling in Bad Kissingen, Martin-Luther-Straße 3, um 1840
- Rathaus von Tetschen, 1842–1843
- Katholische Dekanatskirche St. Maria Himmelfahrt, Marienbad, 1844–1848[4]

## Schriften
- mit Johann Michael Knapp: Denkmale der christlichen Religion oder Sammlung der christlichen Kirchen oder Basiliken Roms. 5 Hefte. Rom 1822–1827.

Neuausgabe unter dem Titel: Die Basiliken des christlichen Roms. Mit 50 Kupfertafeln. München 1843.
- Sammlung von Denkmalen und Verzierungen der Baukunst in Rom aus dem 15ten und 16ten Jahrhundert. Rom/Dresden 1836–1832. (Digitalisat)
- Vergleichende Betrachtungen über Eisenbahn-Anlagen und ihren Betrieb durch Lokomotiv- und Pferde-Kraft. E. A. Fleischmann, München 1845. (Books Google)